# Strophius
Strophius Keyserling, 1880 è un genere di ragni appartenente alla famiglia Thomisidae.

## Distribuzione
Le sette specie note di questo genere sono state rinvenute in America centrale e meridionale: quattro di esse sono endemiche del Brasile e la specie dall'areale più vasto è la S. signatus, reperita in località del Brasile, del Guatemala e del Messico

## Tassonomia
Non sono stati esaminati esemplari di questo genere dal 2014.
A gennaio 2015, si compone di sette specie:
- Strophius albofasciatus Mello-Leitão, 1929 — Brasile
- Strophius fidelis Mello-Leitão, 1929 — Brasile
- Strophius hirsutus O. P.-Cambridge, 1891 — Costa Rica, Panama
- Strophius levyi Soares, 1943 — Brasile
- Strophius mendax Mello-Leitão, 1929 — Brasile
- Strophius nigricans Keyserling, 1880[2] — Trinidad, Perù, Brasile, Paraguay
- Strophius signatus O. P.-Cambridge, 1892 — Messico, Guatemala, Brasile

### Nomina dubia
- Strophius bifasciatus Mello-Leitão, 1940; esemplare juvenile, rinvenuto nella Guyana, a seguito di un lavoro degli aracnologi Teixeira, Campos e Lise del 2014 è da ritenersi nomen dubium[1]
- Strophius didacticus Mello-Leitão, 1917; esemplare femminile, reperito in Brasile, a seguito di un lavoro degli aracnologi Teixeira, Campos e Lise del 2014 è da ritenersi nomen dubium[1]
- Strophius melloleitaoi Soares, 1943; esemplare juvenile, rinvenuto in Brasile, a seguito di un lavoro degli aracnologi Teixeira, Campos e Lise del 2014 è da ritenersi nomen dubium[1]
- Strophius sigillatus Mello-Leitão, 1940; esemplare juvenile, rinvenuto nella Guyana, a seguito di un lavoro degli aracnologi Teixeira, Campos e Lise del 2014 è da ritenersi nomen dubium[1]